# التعامل بخشونة (فلم 1924)
التعامل بخشونة (بالإنجليزية: Manhandled) هو فيلم درامي أمريكي صامت إنتاج عام 1924 أخرجه آلان دوان وبطولة غلوريا سوانسون. تم إنتاج الفيلم من قبل فيمس بلايرز-لاسكي في منشأتهم في إيست كوست أستوريا ستوديوز ووزعته شركة باراماونت بيكتشرز. من بين الممثلين الداعمين فرانك مورغان.امرأة شابة تخرج للاحتفال عندما يتجاهلها صديقها الذي يعمل بجد.

## ملخص
تمت دعوة فتاة المتجر تيسي ماكغواير من قبل رئيسها إلى حفلة ممتعة. هناك تتصرف مثل الدوقة الروسية. يستأجرها صاحب متجر باهظ الثمن لجذب العملاء. بينما تجد طريقها في البيئة العليا في نيويورك ، تنفر معظم صديقاتها.

## روابط خارجية
- التعامل بخشونة  في قاعدة بيانات الأفلام على الإنترنت (بالإنجليزية)
- Synopsis على موقع أول موفي.